# Jacques van Egmond

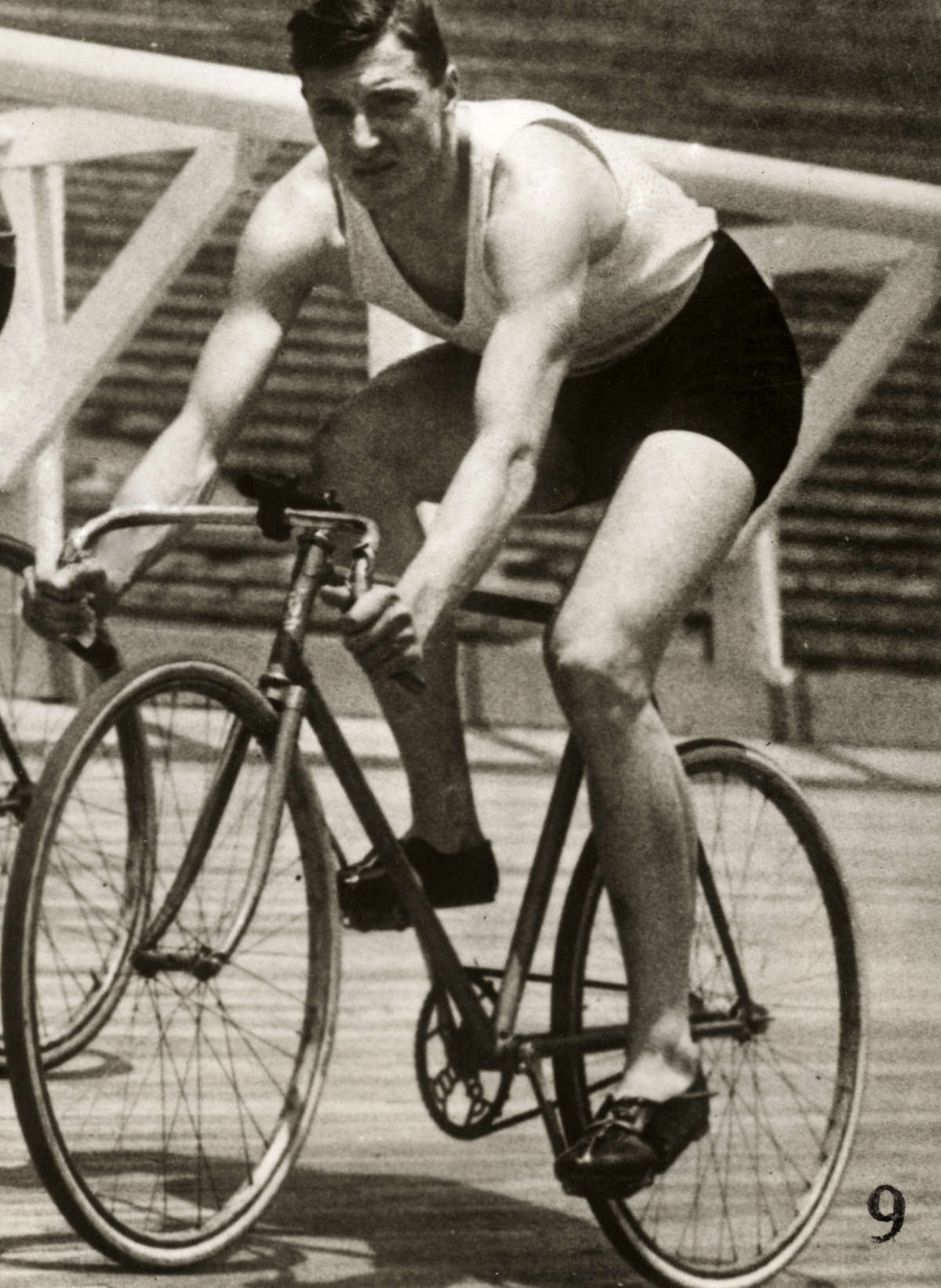
Van Egmond tijdens de Olympische Spelen van 1932.

Jacobus Johannes (Jacques) van Egmond (Haarlem, 17 februari 1908 - aldaar, 8 januari 1969) was een Nederlands wielrenner.
Het hoogtepunt van zijn carrière haalde hij in 1932 tijdens de Olympische Spelen in Los Angeles. Hij won goud op het onderdeel sprint, door in de finale de Fransman Louis Chaillot te verslaan. Ook won Van Egmond een zilveren medaille op de 1000 meter tijdrit.
Tijdens zijn amateurperiode werd Jacques van Egmond één keer wereld- (op 13 augustus 1933) en drie keer nationaal kampioen. Daarna werd hij professional. Hij werd Nederlands kampioen sprint in 1934, 1935 en 1936. Daarna werd hij overvleugeld door Arie van Vliet. Van Egmond beëindigde zijn wielerloopbaan in 1940.
Na zijn actieve wielercarrière opende Van Egmond een café in de Haarlemse Kleine Houtstraat. Dat café werd na zijn dood overgenomen door zijn zoon Paul van Egmond, die in de jaren zestig en zeventig bekendheid genoot als voetballer en aanvoerder van Telstar.
Van Egmond stierf op 60-jarige leeftijd in een ziekenhuis in Haarlem, enkele maanden na het overlijden van zijn vrouw.

## Trivia
Het zou tot 2021 duren voor Jacques van Egmond in Harrie Lavreysen een opvolger kreeg als Nederlands olympisch kampioen op het koningsnummer, de sprint. Als eerbetoon doopte zijn zoon Paul het café voor één dag om in 'Café Lavreysen'.
1896: Paul Masson ·
1900: Albert Taillandier ·
1920: Maurice Peeters ·
1924: Lucien Michard ·
1928: Roger Beaufrand ·
1932: Jacques van Egmond ·
1936: Toni Merkens ·
1948: Mario Ghella ·
1952: Enzo Sacchi ·
1956: Michel Rousseau ·
1960: Sante Gaiardoni ·
1964: Giovanni Pettenella ·
1968: Daniel Morelon ·
1972: Daniel Morelon ·
1976: Anton Tkáč ·
1980: Lutz Heßlich ·
1984: Mark Gorski ·
1988: Lutz Heßlich ·
1992: Jens Fiedler ·
1996: Jens Fiedler ·
2000: Marty Nothstein ·
2004: Ryan Bayley ·
2008: Chris Hoy · 
2012: Jason Kenny · 
2016: Jason Kenny · 
2020: Harrie Lavreysen · 
2024: Harrie Lavreysen